# أندرو جاي بريان
أندرو جاي بريان (بالإنجليزية: Andrew J. Bryan)‏ هو مهندس معماري أمريكي، ولد في 1848، وتوفي في 1921.